# 麻喵子
麻喵子（日语：／ Manyako），日本插畫家、遊戲原畫。

## 作品列表

### 插圖
- Fami通文庫
  - [1]（著：司卓）
  - [2]（著：野村美月）
  - [3]（著：夏森涼）

- 電擊文庫
  - 噬血狂襲[4]（著：三雲岳斗）
  - 城姬Quest 我當上城主的理由（日语：城姫クエスト）（著：五十嵐雄策） ※多人插畫。
  - （著：三雲岳斗）

- 幻狼Fantasia Novels（日语：幻狼ファンタジアノベルス）
  - Replica Doll（著：野口祐加）

- 富士見Fantasia文庫
  - 
  - （著：上川景）

- GAGAGA文庫
  - （著：賽目和七）

- B'sLOG文庫（日语：ビーズログ文庫）
  - 

- Hero文庫
  - （著：日向夏）
  - （著：相野仁） ※第3冊開始。

- Monster文庫（日语：モンスター文庫）
  - （著：橫塚司）
  - （著：岸本和葉）

- 角川Sneaker文庫
  - （著：諸星崇）
  - 向日葵:unUtopial World（日语：ヒマワリ:unUtopial World）（著：林友晃（日语：林トモアキ））

- C★NOVELS Fantasia（日语：C★NOVELS）
  - 

- GA文庫
  - 

- DASH X文庫（日语：ダッシュエックス文庫）
  - （著：城崎火也）
  - （著：相野仁）

- EARTH STAR NOVEL（日语：アース・スターノベル）
  - （道草家守）

- Novel 0（日语：Novel 0）
  - （著：三島千廣）

- LINE文庫EDGE（日语：LINEノベル）
  - （著：三門鐵狼（日语：三門鉄狼））

- BRAVE文庫
  - （著：五月蒼）

### 動畫
- 史上最強弟子兼一 暗之襲擊（第3話片尾插圖）

### 遊戲原畫
- （Propeller）

### 畫冊
- （ISBN 978-4-04-865616-0）

## 外部連結
- （日語）—麻喵子的官方個人部落格。
- 麻喵子的X（前Twitter）（日語）